# Lili Marleen (film 1980)
Lili Marleen è un film del 1980 diretto da Rainer Werner Fassbinder ispirato al romanzo autobiografico della cantante Lale Andersen Il cielo ha molti colori.
Il film segue idealmente la quadrilogia fassbinderiana sulla Germania, iniziata con Il matrimonio di Maria Braun (1979) e che sarà seguita da Lola (1981) e Veronika Voss (1982).
La famosa canzone Lili Marleen cui si ispira il titolo del film, fu scritta nel 1916, musicata nel 1930 e registrata nel 1938 ed ha ispirato altri tre film: due britannici (1952, 1970) e uno tedesco (1956).

## Trama
Ambientato a Zurigo durante il Terzo Reich, nel 1938, il film racconta la storia d'amore impossibile tra Willie, una cantante tedesca, interpretata da Hanna Schygulla, ed il compositore svizzero di origini ebree Robert Mendelsson, interpretato da Giancarlo Giannini, che cerca attivamente di aiutare un gruppo di ebrei tedeschi. Lo scoppio della seconda guerra mondiale li separerà. La cantante, tornata in Germania, diventa famosa grazie alla canzone Lili Marleen. A guerra finita si reca a Zurigo, dove trova l'amato Robert sposato e riparte.

## Produzione
Sebbene di produzione tedesca, il film fu interamente girato in lingua inglese.

## Distribuzione
Tra tutti i film girati da Fassbinder, Lili Marleen fu l'unico proposto dalla Germania alla Academy Award per la nomination come migliore film in lingua straniera. Il film non ottenne, comunque, il prestigioso riconoscimento.